# Provincia de Badghís
Bādgīs o Badghís (persa: بادغيس ), es una de las 34 provincias de Afganistán. Está localizada al noroeste del país, entre los ríos Murgab y Hari Rud, extendiéndose hacia el norte a la orilla del desierto de Sarakhs. Su capital es Qal'eh-ye Now, otra ciudad importante es Bālā Morġāb. Tiene una superficie de 20 590 km², que en términos de extensión es similar a la de El Salvador.
La provincia posee una mezcla poblacional de aimakos, uzbekos, turcomanos, tayikos y pastunes y se cuenta entre las más subdesarrolladas de las treinta y cuatro provincias del país. Bādgīs es la patria del que se dice que fue el primer poeta persa, Hanzala Badghisi. 

## Historia
El nombre proviene de la palabra en pastún Bādghezz (باد غېږ) que significa «hogar de los vientos». La región fue explorada por una comisión de límites en 1885.
La provincia fue una de las últimas capturadas por los talibán en su ofensiva militar para la toma de Afganistán. Después de que se consumara la toma de la provincia, su población, en gran parte uzbeka y turcomana, no recibió a los talibanes pastunes con agrado. La provincia fue rápidamente tomada por fuerzas de la Alianza del Norte como consecuencia de las hostilidades iniciadas por los Estados Unidos, después de las cuales se desarrolló una limpieza brutal de la minoría pastún en la provincia.[cita requerida]
Varios militares influyentes han tomado el control de la provincia en años recientes, incluyendo a Abdul Malik, Rashid Dostum, Juma Khan e Ismail Khan. Durante la lucha en contra de los talibanes, los comandantes de la Alianza del Norte recibieron ayuda militar del chiismo iraní, el enemigo del sunismo talibán. En un notable incidente, Malik interrumpió sus alegatos con Dostum, concediendo a los talibanes el control total de la provincia.
Actualmente, como la mayoría de Afganistán del norte, los comandantes armados ejercen una influencia considerable sobre la provincia, abriendo rápidamente cárceles privadas, confiscando tierras, y ejerciendo el control del cultivo del opio (Papaver somniferum). Badghís ha permanecido relativamente pacífica desde la caída del régimen talibán, a pesar de los esporádicos conflictos entre militares rivales.
La provincia fue controlada por el Equipo de Reconstrucción Provincial, encabezado por España.

## Organización territorial

Distritos de la Provincia de Bādgīs.

La provincia se divide en siete distritos, los cuales son:
- Ab Camarí
- Ghormach
- Jawand
- Muqur
- Murghab
- Qadis
- Qal'eh-ye Now

## Economía y Cultura
La agricultura es la principal fuente de ingresos y la presencia de los ríos Murgab y Hari Rud facilita el cultivo. La provincia sufrió una severa sequía entre finales de 1990 y comienzos de 2000, provocando que miles de residentes huyeran a los campos de refugiados de las afueras de Herat. La situación ha mejorado. Bādgīs es también la capital de las alfombras del país.
Entre 2014 y 2018, cuatro años de escasas precipitaciones minaron la agricultura en la región de Badghis.

## Política
El actual gobernador de la provincia es, desde mayo de 2009, Delbar Jan Arman.